# Gregory Ratoff
Gregory Ratoff (Samara, Imperio ruso; 20 de abril de 1897 — Soleura, Suiza; 14 de diciembre de 1960) fue un actor, director y productor estadounidense de origen ruso. De entre sus interpretaciones destaca su papel de Max Fabián en la película de Bette Davis All About Eve (1950).

## Biografía
Ratoff nació en Samara, Rusia, en el seno de una familia de origen judío. El actor viajó por primera vez a los Estados Unidos en 1922, casándose en 1923 con la actriz rusa Eugenie Leontovich, de la cual se divorció en 1949. Volvió definitivamente a Estados Unidos, pasando por la Isla Ellis, en julio de 1925. En la lista de pasajeros de tercera clase del buque  SS Mauretania aparecía con el nombre de Gregoire Ratoff, afirmando que su pariente más cercana, su madre, era Mme. Sophie Ratner, de París. 
Ratoff fue conocido por haber dirigido el filme de propaganda prosoviético Song of Russia (1944), y por ser uno de los dos productores que adquirieron y desarrollaron los derechos originales de la franquicia de James Bond a Ian Fleming en 1955. 
Gregory Ratoff falleció en 1960 a causa de una leucemia en Soleura, Suiza. Tenía 63 años. Su cuerpo fue trasladado a los Estados Unidos, siendo enterrado en el Cementerio Mount Hebron de Flushing, Nueva York. Aunque divorciado de Leontovich, Ratoff fue enterrado bajo una lápida con la inscripción 'Amado Esposo'.

## Filmografía

### Como director
| - Sins of Man (Los pecados de los hombres) (1936). - The Lancer Spy (1937). - Wife, Husband and Friend (1939), de la que se haría un refrito en 1949 llamado Everybody Does It y dirigido por Edmund Goulding. - Rose of Washington Square (Es mi hombre) (1939). - Hotel for Women (1939). - Intermezzo o Intermezzo: A Love Story (1939), refrito de la película sueca de 1936 Intermezzo, dirigida por Gustaf Molander. - Daytime Wife (Tejados de vidrio) (1939). - Barricade (1939). - I Was an Adventuress (1940). - Public Deb Number One (1940). - Adam Had Four Sons (Los cuatro hijos de Adán) (1941). - The Corsican Brothers (Justicia corsa) (1941), basada en la novela de Dumas Los hermanos corsos (Les Frères corses, 1844). - The Men in Her Life (Los hombres que la amaron) (1941), basada en la novela Ballerina, de Eleanor Smith (Eleanor Furneaux Smith: 1902 – 1945). - Two Yanks in Trinidad (1942). - Footlight Serenade (1942), comedia musical cuyo título alude a la pieza musical Moonlight Serenade, de Glenn Miller, grabada en 1939 y a la que después pondría letra Mitchell Parish (1900 – 1993). - Something to Shout About (1943). - The Heat's On (1943). | - Song of Russia (1944), terminada por László Benedek. - Irish Eyes Are Smiling (1944). - Where Do We Go From Here? (1945), musical con composiciones de Kurt Weill y letra de Ira Gershwin. - Paris-Underground (...Y amaneció) (1945). - Do You Love Me? (1946). - Carnaval en Costa Rica (1947). - Moss Rose (1947). - That Dangerous Age (1949), adaptación de la obra de teatro de Ilya Surguchyov (Илья Сургучёв: 1881 - 1956) Violines de otoño (Осенние скрипки, 1915). - Black Magic o Cagliostro (1949), adaptación de la novela de Alexandre Dumas Memorias de un médico (Joseph Balsamo), en la que el personaje principal es una transfiguración de Cagliostro. - My Daughter Joy u Operation X (La pasión de su vida) (1950) - Taxi (1953). - Abdulla the Great o Abdullah's Harem (Abdula el grande)(1955), basada en la novela My Kingdom for a Woman, de Ismet Regeila. - Oscar Wilde (1960), basada en la obra de teatro homónima escrita por Leslie y Sewell Stokes (Francis Martin Sewell Stokes: 1902 - 1979) y basada a su vez en la vida del escritor irlandés. |

### Como actor
| - The Big Gamble (Jugándose la vida) (1961) - Éxodo (1960) - Once More, with Feeling! (Volverás a mí) (1960) - The Sun Also Rises (Fiesta) (1957) - Abdulla the Great (1955) - Sabrina (1954) - Die Jungfrau auf dem Dach (1953) - The Moon Is Blue (1953) - O. Henry's Full House (1952) - All About Eve (Eva al desnudo) (1950) - My Daughter Joy (1950) - Something to Shout About (1943) - The Great Profile (1940) - Gateway (1938) - Sally, Irene and Mary (1938) - Café Metropole (1937) - Top of the Town (1937) - Seventh Heaven (El séptimo cielo) (1937) - Under Your Spell (1936) - Sing, Baby, Sing (1936) - The Road to Glory (El camino de la gloria) (1936) - Under Two Flags (Bajo dos banderas) (1936) - Here Comes Trouble (1936) | - King of Burlesque (1936) - Remember Last Night? (¿Recuerdas lo de anoche?) (1935) - 18 Minutes (1935) - Falling in Love (1935) - Hello, Sweetheart (1935) - George White's Scandals (1934) - Forbidden Territory (1934) - Let's Fall in Love (1933) - Girl Without a Room (1933) - Sitting Pretty (Déjame soñar) (1933) - Broadway Through a Keyhole (1933) - Headline Shooter (1933) - I'm No Angel (No soy ningún ángel) (1933) - Professional Sweetheart (1933) - Sweepings (Honrarás a tu padre) (1933) - Secrets of the French Police (1932) - Under-Cover Man (1932) - Once in a Lifetime (1932) - Skyscraper Souls (1932) - Hollywood al desnudo (1932) - Symphony of Six Million (La melodía de la vida) (1932) - Dubrowsky, der Räuber Ataman (1921) |